# Żychariewo (stacja kolejowa)
Żychariewo (ros. Жихарево) – stacja kolejowa w miejscowości Nazija, w rejonie kirowskim, w obwodzie leningradzkim, w Rosji. Położona jest na linii Petersburg - Mga - Wołchow.